# Huerta Milano Celvius Bergen
Huerta Milano Celvius Bergen (Paramaribo, 23 juni 1915 - 1994?) was een Surinaams praktizijn (advocaat) en politicus.
Na de Hendrikschool startte hij zijn loopbaan als schrijver op de griffie van het Hof van Justitie. Eind 1939 slaagde hij voor het praktizijnsexamen en vestigde zich als zodanig. Daarnaast was hij secretaris van de Voogdijraad. Bij de parlementsverkiezingen in 1942 had hij zich kandidaat gesteld maar hij werd niet verkozen. In 1949 werd hij lid van de Nationale Partij Suriname (NPS) en bij de verkiezingen in maart 1951 werd hij wel gekozen als lid van de Staten van Suriname. Een maand later werd Frederik Lim A Po daar de voorzitter en Bergen de ondervoorzitter. In 1952 was hij lid van de Surinaamse delegatie op rondetafelconferentie in Den Haag. Toen Lim a Po in mei 1953 vanwege gezondheidsproblemen zijn statenlidmaatschap opgaf werd Bergen de voorzitter van de Staten. Na een conflict met het Statenlid en partijgenoot S.H. Axwijk in december 1954 wilde H.M.C. Bergen het voorzitterschap opgeven wat een maand later gehonoreerd werd. Rond die tijd waren er meer conflicten bij de NPS, zo stapte David Findlay uit de NPS en was hij medeoprichter van de Surinaamse Democratische Partij (SDP), waarop Bergen zijn lidmaatschap van de NPS opzegde. Bij de verkiezingen van 1955 was Bergen niet langer een kandidaat. Naast zijn werk als advocaat en secretaris van de Voogdijraad werd hij in 1961 honorair consul voor West-Duitsland. Hiervoor ontving hij van West-Duitse ambassadeur in 1970 het Kommandeurskruis van Verdienste. In 1964 werd hij benoemd tot ridder in de Orde van Oranje-Nassau en in 1969 werd hij (bij bevordering) benoemd tot officier in de Orde van Oranje-Nassau. In 1975 werd hij benoemd tot ridder in de orde van de Nederlandse Leeuw.
Na de val van het tweede kabinet Pengel werd Bergen begin 1969 aangesteld als informateur en later formateur wat resulteerde in het zakenkabinet onder leiding van premier Arthur May.
Bergen was van 1964 tot 1980 voorzitter van de Rekenkamer van Suriname. Op 1 januari 1980 kwam een eind aan zijn voorzitterschap van de rekenkamer en ging hij met pensioen.
H.M.C. Bergen is rond 1994 overleden.